# Lokca
Lokca (in ungherese Lokca) è un comune della Slovacchia facente parte del distretto di Námestovo, nella regione di Žilina.